# La Cova (el Bruc)
la Cova és una masia del Bruc (Anoia) protegida com a bé cultural d'interès local. Originalment era una cova, d'ací el nom d'aquesta masia, a poc a poc s'hi van anar afegint dependències fins a convertir-se en masia. Masia adossada a la roca. Coberta a dues aigües amb teula aràbiga. Parets de maçoneria. Planta quadrada. Té planta baixa i un pis. A l'interior té algunes habitacions excavades a la roca. La part visible de la masia no correspon a l'espai real que té. Té alguns coberts annexes també adossats a la roca. Davant la façana hi ha una era sostinguda per pilars, degut a la situació de l'edificació mig penjat a la muntanya.